# ウラナイカジカ科
ウラナイカジカ科（学名：Psychrolutidae）は、カサゴ目に所属する魚類の分類群の一つ。アカドンコ・ニュウドウカジカなど、底生魚を中心に2亜科8属38種が記載される。科名の由来は、ギリシア語の「psychrolouteo（冷水浴）」から。

## 分布・生態
ウラナイカジカ科の魚類はすべて海水魚で、インド洋・太平洋・大西洋など世界中の海に幅広く分布する。海底からあまり離れずに生活する、底生性魚類のグループである。沿岸付近の浅い海で暮らすものから、水深2,800mからの採取記録があるニュウドウカジカのような深海魚まで、その生息水深は幅広い。

## 形態
ウラナイカジカ科の仲間は大きく丸みを帯びた頭部とやや側扁した体部をもち、その体型はしばしばオタマジャクシに類似する。左右の眼が離れていることが本科魚類の特徴で、多くの種類では眼窩の間隔が眼球の直径よりも大きくなっている。
体表は滑らかで、頭部や口の周囲はいぼ状の甲板あるいは皮弁に覆われる。体長は種によってさまざまで、最大種のニュウドウカジカでは全長70cmに達することもある。側線は退化的で、孔は20以下にとどまる。
背鰭は1つであることが多いが、ガンコ属・コブシカジカ属では基底が2つに分かれる。背鰭の基部はしばしば皮膚に埋もれ、体部との境界は不明瞭となる。腹鰭は1棘3軟条。
鋤骨の歯の有無はさまざまで、口蓋骨の歯を欠く。後眼窩骨は1-2個で、2個の場合はリング状となる。鰓条骨は7本で、椎骨は28-38個。

## 分類
ウラナイカジカ科にはNelson（2016）の体系において2亜科8属38種が認められている。本稿では、FishBaseに記載される10属40種についてリストする。

### コブシカジカ亜科

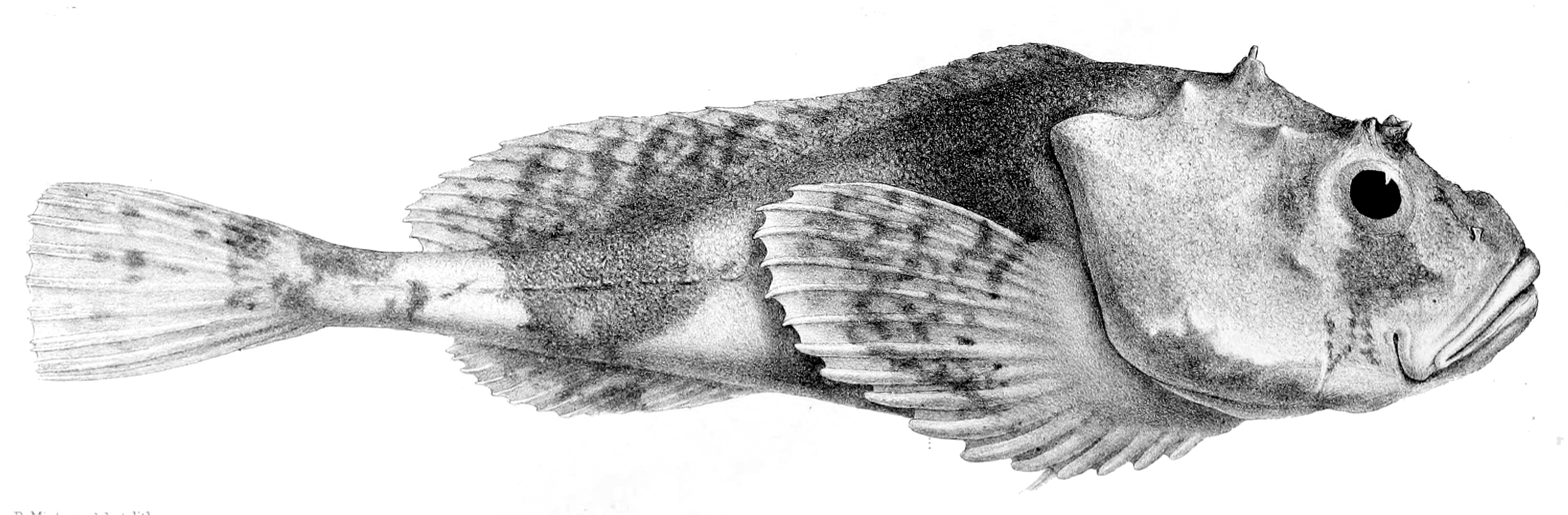
ホクオウコブシカジカ（C. microps）。北大西洋から北極海にかけての深海に生息する種類

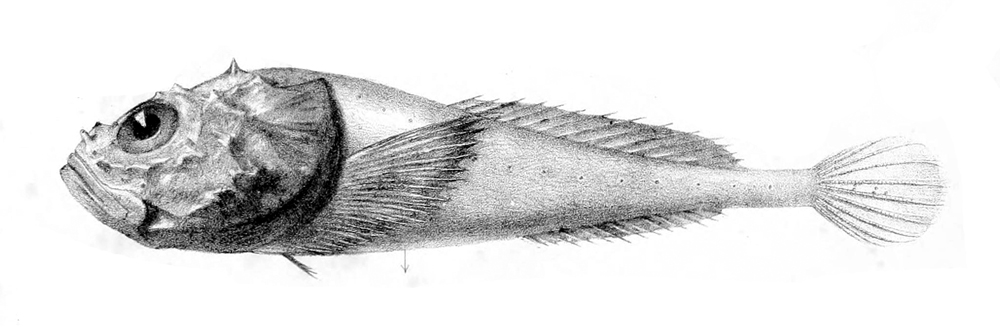
トムソンボウズカジカ（C. thomsonii）。大西洋全域に幅広く分布する

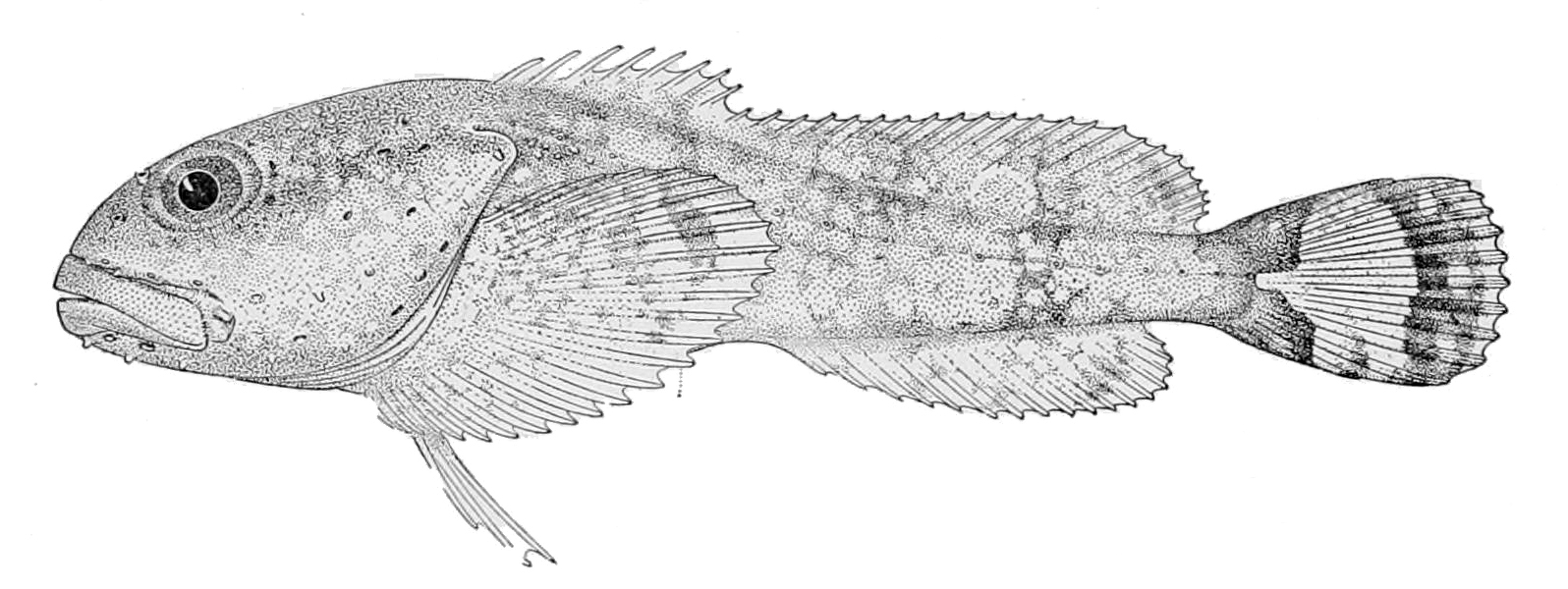
ヤギシリカジカ Eurymen gyrinus （ヤギシリカジカ属）。オホーツク海・ベーリング海に分布し、日本では北海道周辺の海から知られる

コブシカジカ亜科 Cottunculinae は5属からなる。頭部は骨化が顕著に進み、眼窩間には硬くごつごつした突起が存在する。眼窩の間隔は比較的狭く、通常は眼径の2倍以下である。体部および鰭の色は単色ではない。
- Ambophthalmos 属
  - マダラヤワカジカ[5] Ambophthalmos angustus
  - Ambophthalmos eurystigmatephoros
  - Ambophthalmos magnicirrus
- Cottunculus 属
  - Cottunculus granulosus
  - Cottunculus konstantinovi
  - ホクオウコブシカジカ[6] Cottunculus microps
  - ツノウラナイカジカ[7] Cottunculus nudus
  - Cottunculus sadko
  - Cottunculus spinosus
  - トムソンボウズカジカ[8] Cottunculus thomsonii
  - Cottunculus tubulosus
- ガンコ属 Dasycottus
  - ガンコ Dasycottus setiger
- ヤギシリカジカ属 Eurymen
  - Eurymen bassargini
  - ヤギシリカジカ Eurymen gyrinus
- コブシカジカ属 Malacocottus
  - Malacocottus aleuticus
  - ヤマトコブシカジカ[4] Malacocottus gibber
  - Malacocottus kincaidi
  - コブシカジカ Malacocottus zonurus

### ウラナイカジカ亜科

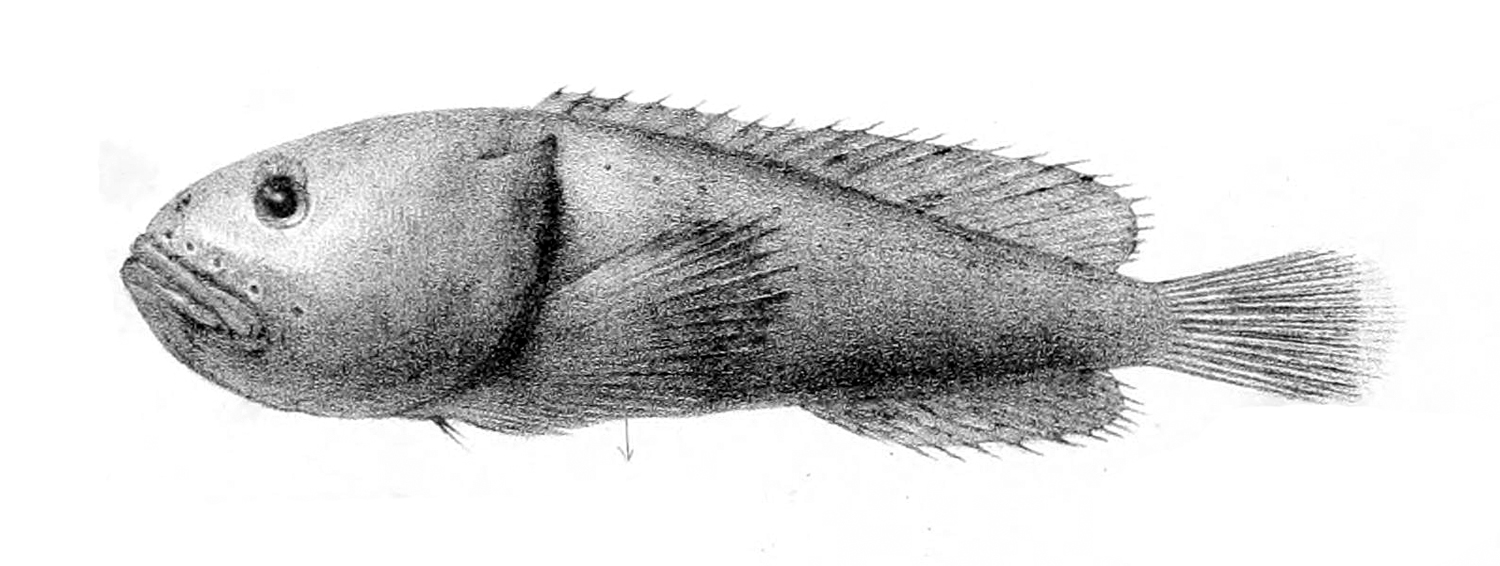
クマノカジカ Psychrolutes inermis （ウラナイカジカ属）。水深550-1,550mの範囲から知られる深海魚の1種

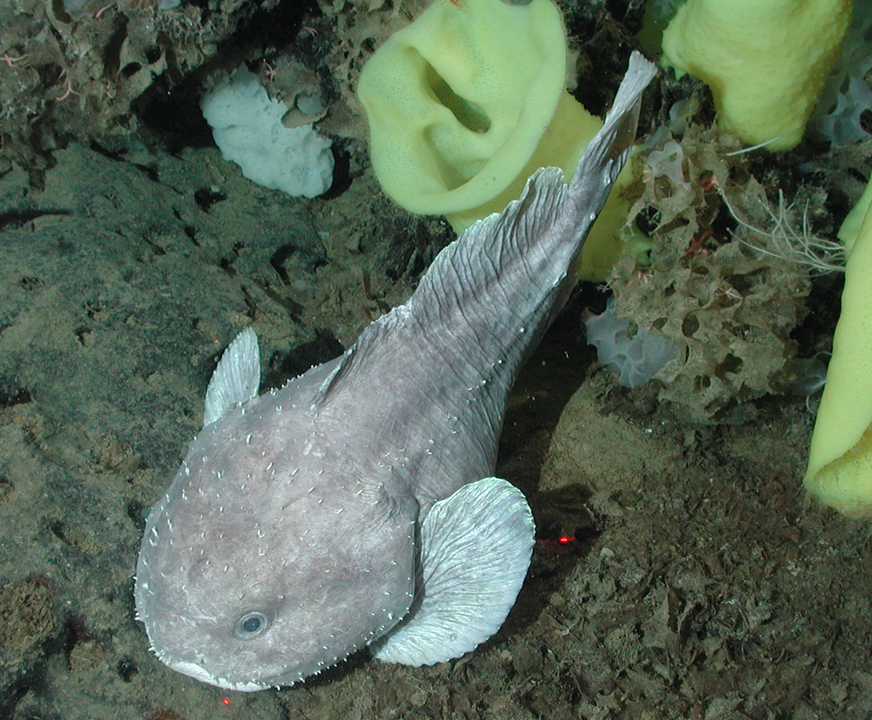
ニュウドウカジカ Psychrolutes phrictus （ウラナイカジカ属）。本科魚類中の最大種かつ最深種。北太平洋の深海に広く分布し、深海釣りの対象にもなる

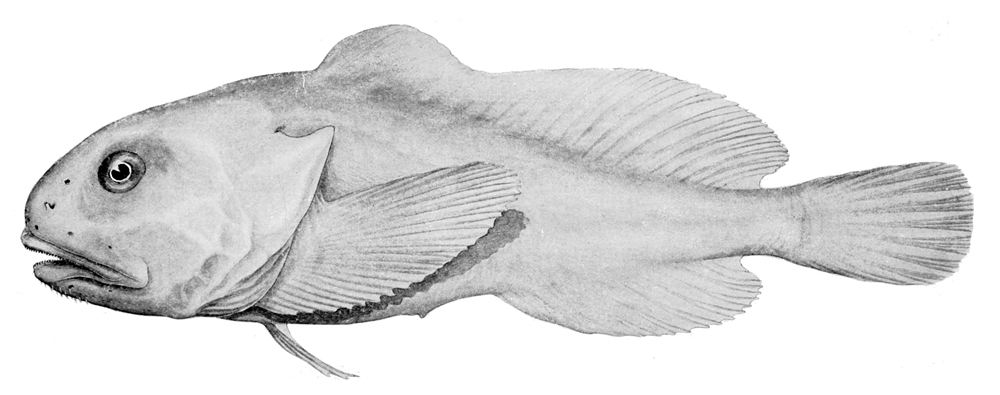
ウラナイカジカ属の1種（Psychrolutes marcidus）。オーストラリア近海に固有で、主に大陸斜面に分布する

ウラナイカジカ亜科 Psychrolutinae は3属（FishBaseでは4属）を含む。頭部は骨化せず滑らかで、眼窩領域に突起はもたない。両眼の間隔は広く、眼径の2倍以上。体部および鰭は単色である。
- アカドンコ属 Ebinania
  - Ebinania australiae
  - ボウズカジカ Ebinania brephocephala
  - Ebinania costaecanariae
  - Ebinania gyrinoides
  - Ebinania macquariensis
  - Ebinania malacocephala
  - アカドンコ Ebinania vermiculata
- コンニャクカジカ属 Gilbertidia[9]
  - Gilbertidia dolganovi
  - コンニャクカジカ Gilbertidia pustulosa
- Neophrynichthys 属
  - Neophrynichthys heterospilos
  - カノコヤワカジカ[10] Neophrynichthys latus
- ウラナイカジカ属 Psychrolutes
  - クマノカジカ Psychrolutes inermis
  - Psychrolutes macrocephalus
  - ホテイカジカ[11] Psychrolutes marcidus
  - パタゴニアホテイウオ[12] Psychrolutes marmoratus
  - トサカジカ Psychrolutes microporos
  - Psychrolutes occidentalis
  - ウラナイカジカ Psychrolutes paradoxus
  - ニュウドウカジカ Psychrolutes phrictus
  - Psychrolutes sigalutes
  - ペルーウラナイカジカ[13] Psychrolutes sio
  - Psychrolutes subspinosus